# Chopan
Chopan is een nagar panchayat (plaats) in het district Sonbhadra van de Indiase staat Uttar Pradesh. De plaats ligt aan de rivier de Son.

## Demografie
Volgens de Indiase volkstelling van 2001 wonen er 12.131 mensen in Chopan, waarvan 55% mannelijk en 45% vrouwelijk is. De plaats heeft een alfabetiseringsgraad van 69%.